# 1447 en santé et médecine
| Années de la santé et de la médecine : 1444 - 1445 - 1446 - 1447 - 1448 - 1449 - 1450    |
| Décennies de la santé et de la médecine : 1410 - 1420 - 1430 - 1440 - 1450 - 1460 - 1470 |

Cet article présente les faits marquants de l'année 1447 en santé et médecine.

## Événements
- Fondation de l'hôpital général de Brescia en Lombardie[1].
- Fondation par Bertrand Ier, comte du Boulonnais, d'un hospice qui est à l'origine de l'hôpital général de Boulogne[2].
- Construction d'un hospice thermal à Bagni di Petriolo par Iacopo d'Ambrogio Spannochi[3].
- Le pape Nicolas V accorde au Collège des médecins (Collegio dei Medici) de Venise le droit de conférer les grades, mais seulement au citoyens de la ville[4].
- Fondation par John Kemp, archevêque d'York, du collège de Wye dans le comté de Kent, qui est à l'origine de l'actuel Imperial College of Science, Technology and Medicine, principalement tourné vers l'enseignement de l'agriculture[5].
- Fondation de l'hôpital Saint-Nicolas de Kues en Allemagne[6].
- À l'avènement de la République ambrosienne, une villa de Cusago, près de Milan, est affectée au soin des pauvres et des malades ; elle servira de lazaret pendant l'épidémie de 1451[7].

## Naissances
- Adolphe Occon (mort en 1503 à Augsbourg), poète et médecin originaire de Frise orientale, médecin de Sigismond, archiduc d'Autriche, cousin d'un autre Adolphe Occon (1494-1572) également médecin et qu'il a institué son héritier universel[8].
- Gongmen Kunchog Deleg (mort en 1506), médecin tibétain[9].

## Décès
- Vers 1447-1448[10] : Giovanni de Concoregio (né vers 1380), professeur de médecine à Milan et Pavie et probablement à Bologne et Florence[11].